# 布勒通维莱
布勒通维莱（法語：Bretonvillers，法語發音：[bʁətɔ̃vile]）是法国杜省的一个市镇，属于蓬塔利耶区。

## 地理
布勒通维莱（47°13'5"N, 6°38'13"E）面积13.66 平方千米，位于法国勃艮第-弗朗什-孔泰大區杜省，该省份为法国东部内陆省份，北起上索恩省，西接汝拉省，东部及东南部与瑞士接壤，东北部与贝尔福地区省接壤。
与布勒通维莱接壤的市镇（或旧市镇、城区）包括：沙姆塞、皮埃尔方丹莱瓦朗、普兰布瓦-迪米鲁瓦尔、普兰布瓦韦讷、罗叙勒。

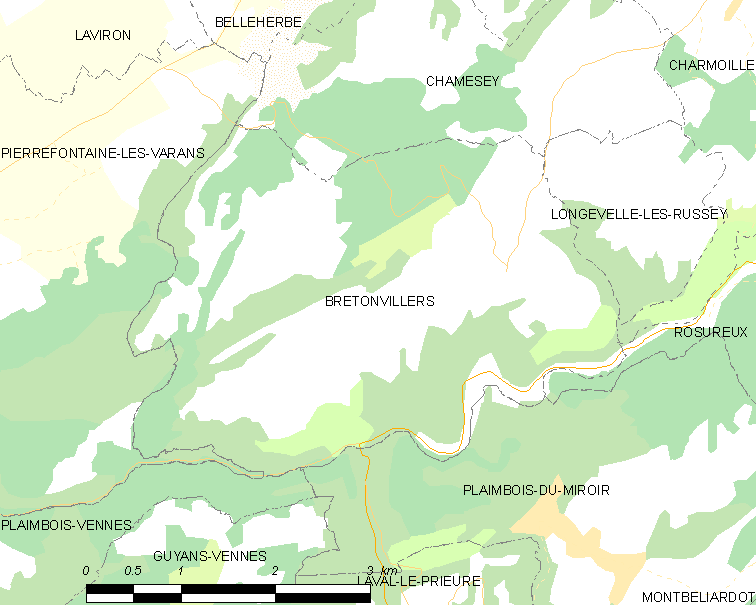
布勒通维莱的OSM定位图

布勒通维莱的时区为UTC+01:00、UTC+02:00（夏令时）。

## 行政
布勒通维莱的邮政编码为25380，INSEE市镇编码为25095。

## 政治
布勒通维莱所属的省级选区为瓦尔达翁县。

## 人口

1962-2008年间布勒通维莱人口变化图示

布勒通维莱于2022年1月1日时的人口数量为285人。